# Linjetal
Linjetal är ett politiskt tal för att lägga fast en viss riktning ("linje") i ett politiskt partis eller regerings politik. Begreppet används i första hand om ett tal i en viktigare politisk fråga, där avgörandet får betydelse under en längre tid framåt. Begreppet har förekommit i svenska språket sedan början av 1990-talet.